# Farpi Vignoli
Farpi Vignoli (Bologna, 21 agosto 1907 – 3 novembre 1997) è stato uno scultore italiano.

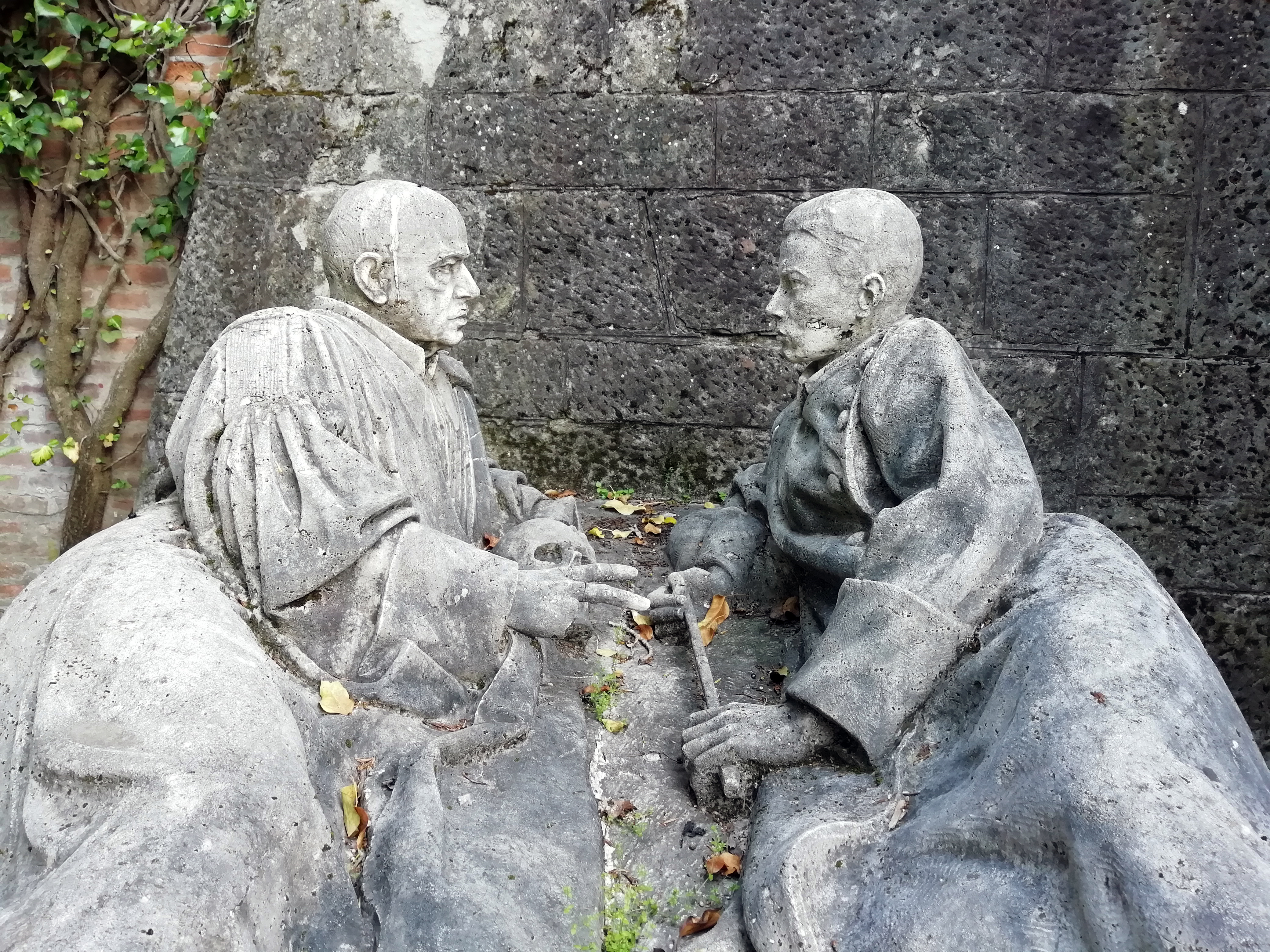
Dettaglio del monumento Frassetto nella Certosa di Bologna.

Considerato una promessa della scultura italiana fin dagli anni trenta del Novecento, divenne celebre grazie ad alcune opere emblematiche, tra cui il Guidatore di sulky del 1936 che gli valse la medaglia d'oro per la scultura nella sezione Arte ai Giochi Olimpici di Berlino.

## Biografia
Farpi Vignoli nacque a Bologna il 21 agosto 1907 da una famiglia modesta, il suo nome inconsueto fu scelto dal padre.
Fino dall'infanzia abitò con la famiglia nei pressi dell'Ippodromo dell'Arcoveggio, il cui mondo lo ispirò in seguito per alcune sculture poi divenute celebri.
Nel 1919 Vignoli iniziò a frequentare il Collegio Venturoli, dove si formò alla pittura, alla scultura e all'architettura sotto la guida di Enrico Barberi. In quel periodo divenne amico con Paolo Manaresi. Entrato all'Accademia,  stringe amicizia con Luciano Minguzzi e frequenta i corsi dello scultore Ercole Drei.
Nel 1934 presentò a Bologna la sua prima mostra personale.
L'anno seguente fu invitato da Cipriano Efisio Oppo a partecipare alla II Quadriennale di Roma, dove presentò il suo Guidatore di sulky ottenendo il quarto premio e il diritto a partecipare alle Olimpiadi di Berlino del 1936 alla sezione Arte. 
Sempre nel 1936, vince il concorso nazionale per insegnare al Liceo artistico di Bologna, viene nominato membro dell'Accademia Clementina ed è invitato alla Biennale di Venezia per la scultura, invito che gli sarà rinnovato nel 1938.
Lanciato verso il successo da un soggetto sportivo, nel 1936 presentò il Tennista, seguito dal Tiratore di fune nel 1937 e dal Saltatore nel 1938, «suggestivamente colto da Vignoli sospeso tra cielo e terra, con un equilibrio singolare di aste oblique».
Nel 1937 vinse il Premio Baruzzi di scultura.
Dal 1939 esplora nuove tematiche: porta alla III Quadriennale romana un suo Preludio d'amore e si dedica alla scultura monumentale, decorando a bassorilievo la facciata della Casa del Contadino  di Bologna, oggi edificio della Camera Confederale del Lavoro, e presentando con Cleto Tomba un bozzetto per la Quadriga sulla facciata del Palazzo dei Ricevimenti e dei Congressi a Roma con cui vinse il concorso a pari merito.
Durante il difficile periodo della seconda guerra mondiale - tra il 1942 e il 1943 tutte le esposizioni furono sospese - Farpi Vignoli ospitò nella sua casa "da sfollati" sull'Appennino tosco-emiliano amici quali Giuseppe Vaccaro o Aldo Cucchi, partigiano in seguito decorato con la medaglia d'oro, membro della 7ª GAP che prese parte alla battaglia di Porta Lame a Bologna, poco prima della Liberazione.
Subito dopo la guerra «le nuove generazioni maturano la ribellione contro il periodo precedente» e Vignoli si riavvicina alla tecnica dell'acquerello, amata fin dal collegio, «innovandone sorprendentemente i principi cromatici e materici, raggiungendo luminosità e toni, più apparentati con la tecnica dell'affresco, al punto che Virgilio Guidi definì il risultato "un vero riscatto" verso le altre tecniche più blasonate.»
Dal 1950 ritornò alla scultura. Tra le opere degli anni cinquanta si ricordano la Tomba Frassetto e la Tomba di Ennio Gnudi nella Certosa di Bologna, il Monumento bronzeo ai Bersaglieri caduti in Russia a Bologna, una Madre intenta a cucire a macchina in bronzo, esposta alla Galleria d'arte moderna di Bologna, nonché i ritratti di celebrità americane quali Tyrone Power e Henry King, o quelli delle sue figlie Alessandra e Nicoletta, del poeta Alfonso Gatto e dello scultore Bolognini.
Nel 1957 si dedica alla progettazione e alla costruzione di nuove aule, dell teatro e della scuola di scenografia dell'Accademia di belle arti di Bologna
Realizza su commissione il bronzo della Stele ai mutilati di guerra, posto in un parco nel quartiere Santa Viola di Bologna, l'altorilievo in bronzo di San Francesco e il lupo per la città di Gubbio, il tabernacolo in bronzo naturale per la chiesa parrocchiale di San Giovanni Battista di Casalecchio di Reno, il ritratto in marmo di Mariarosa, la maestrina posto in Certosa, la scultura in bronzo e a grandezza reale del Cavallo al trotto per la città di Castel San Pietro Terme. 
Tra gli anni ottanta e gli anni novanta, ormai a fine carriera, ritorna a dedicarsi ai soggetti sportivi: risalgono a questo periodo i bronzi de Il deltaplano, de Il windsurfer e de Il motocross, nonché i ritratti a Giacomo Agostini e Björn Borg.
Ha avuto tre figli: Alessandra, Nicoletta e Massimo.
Farpi Vignoli muore nel novembre 1997.
A Castel San Pietro Terme, nel Palazzo de' Buoi è stata allestita la sua casa-museo.

## Premi e riconoscimenti
- 1936 medaglia d'oro per la scultura nella sezione Arte ai Giochi Olimpici di Berlino
- 1936 Primo premio al Concorso Nazionale Curlandese di pittura
- 1936 nominato membro dell'Accademia Clementina
- 1937 Vincitore del Premio Baruzzi di scultura

La città di Bologna ha intitolato un giardino a suo nome.

## Esposizioni
- 1936 invitato alla Biennale di Venezia per la scultura
- 1938 invitato alla Biennale di Venezia per la scultura
- 1939-40 Esposizione Internazionale di New York
- 1946 invitato alla Biennale di Venezia
- 1946 espone un gruppo di acquerelli alla Royal Academy di Londra
- 1947 invitato alla Quadriennale di Roma
- 1950 invitato alla Biennale di Venezia
- 1951 mostra di acquerelli alla Galleria Bolzani a Milano